# Vera (departamento)
Departamento Vera é um departamento da província de Santa Fé, na Argentina.